# 2004年夏季奥运会中国皮划艇队
2004年夏季奥林匹克运动会中国代表团皮划艇队参加2004年夏季奥运会的皮划艇比赛。

## 成员
有24人，其中运动员18人、官员6人。
- 领队：席有余
- 副领队：刘爱杰
- 教练员3人：王卫星、段南北、马克（加拿大籍）
- 翻译：宋广礼。
- 运动员18人：钟红燕（女）、徐琳蓓（女）、高毅（女）、李婷（女）、何静（女）、孙秀静（女）、张金梅（女）、李晶晶（女）、孟关良、杨文军、王兵、宫拥军、景影、印毅俊、王垒、刘海涛、田勤、陈富彬。

参加比赛项目12项，其中女子四个项目全部参加，男子12个项目有八项；
- 男子双人划艇500米：孟关良／杨文军，金牌。
  - 这是中国选手首次获得奥运会皮划艇项目奖牌，也是中国水上项目首枚奥运金牌。

## 女子项目与成绩
- 女子单人皮艇500米：李婷进入决赛，成绩1分54秒473仅仅能排名第9位；
- 女子双人皮艇500米：钟红燕和徐琳蓓进入决赛，决赛以1分40秒913获得第4名；
- 女子四人皮艇500米：徐琳蓓、钟红燕、何静、高毅进入决赛，成绩1分38秒144，列第7位；
- （女子）单人皮艇激流回旋：李晶晶，首轮预赛李晶晶列第17名，复赛列第18位淘汰。

## 男子项目与成绩
- 男子单人划艇500米：王兵，决赛以1分49秒903列第九名；
- 男子双人划艇500米：孟关良／杨文军以1分40秒278成绩获得金牌， 以0.072秒微弱优势超过古巴队；
- 男子单人划艇1000米：景影以小组第六名的成绩进入半决赛之后淘汰，刘海涛初赛列小组第八名未进入半决赛；
- 男子双人划艇1000米：挺孟关良／杨文军以3分32秒792半决赛第三名身份进入决赛，决赛列第9位；
- 男子单人皮艇500米：刘海涛，半决赛成绩1分43秒337列第七位被淘汰；
- 男子双人皮艇500米：印毅俊／王垒，半决赛列小组最后一名；
- 男子双人皮艇1000米：印毅俊／王垒在男子双人皮艇1000米预赛中名列小组第七，进入半决赛后淘汰；
- （男子）双人划艇激流回旋：陈富彬／田勤在雅典奥运会皮划艇激流回旋男子双人划艇预赛中，名列第11位，复赛被淘汰。

| 参加2004年夏季奥林匹克运动会的中国代表团各主要参赛项目 |      |      |        |        |      |          |      |
| 跳水                                                   | 举重 | 射击 | 乒乓球 | 羽毛球 | 田径 | 跆拳道   | 柔道 |
| 游泳                                                   | 网球 | 体操 | 摔跤   | 皮划艇 | 排球 | 花样游泳 |      |